# Dänische Badminton-Mannschaftsmeisterschaft 2015/16
In der Dänischen Badminton-Mannschaftsmeisterschaft 2015/16 gab es keinen Titelträger, da das Finale zwischen Skovshoved IF und dem Team Skælskør-Slagelse aus Termingründen nicht ausgetragen wurde.

## Vorrunde
| Platz | Team                   | Spiele | Siege | Score | Sätze | Punkte |
| ----- | ---------------------- | ------ | ----- | ----- | ----- | ------ |
| 1     | Skovshoved IF          | 9      | 8     | 42-13 | 89-33 | 23     |
| 2     | Værløse BK             | 9      | 7     | 37-20 | 77-51 | 22     |
| 3     | Team Skælskør-Slagelse | 9      | 6     | 33-22 | 73-51 | 19     |
| 4     | Solrød Strand BK       | 9      | 4     | 29-30 | 64-67 | 13     |
| 5     | Greve Strands BK       | 9      | 4     | 27-31 | 61-68 | 12     |
| 6     | Vendsyssel BK          | 9      | 4     | 26-33 | 57-73 | 11     |
| 7     | Højbjerg BK            | 9      | 3     | 24-31 | 60-68 | 10     |
| 8     | Odense BK              | 9      | 3     | 25-33 | 55-69 | 9      |
| 9     | Aarhus AB              | 9      | 3     | 20-34 | 52-76 | 9      |
| 10    | Gentofte BK            | 9      | 3     | 21-37 | 51-83 | 7      |

## Spiel um Platz 3
Værløse BK – Greve Strands BK 4:1

## Finale
Skovshoved IF – Team Skælskør-Slagelse kein Finale